# Parafia św. Stefana w Paterson
Parafia św. Stefana w Paterson (ang. St. Stephan's Parish) – parafia rzymskokatolicka położona w Paterson w stanie New Jersey w Stanach Zjednoczonych.
Jest ona wieloetniczną parafią w diecezji Paterson, z mszą św. w j. polskim dla polskich imigrantów.
Ustanowiona w 1903 roku i dedykowana św. Stefanowi.

## Nabożeństwa w j.polskim
- Niedziela – 10:30